# Eulemur
Eulemur es un género de primates estrepsirrinos de la familia Lemuridae que incluye a varias especies endémicas de Madagascar. A veces, se los llama lémures marrones o lémures verdaderos.

## Especies

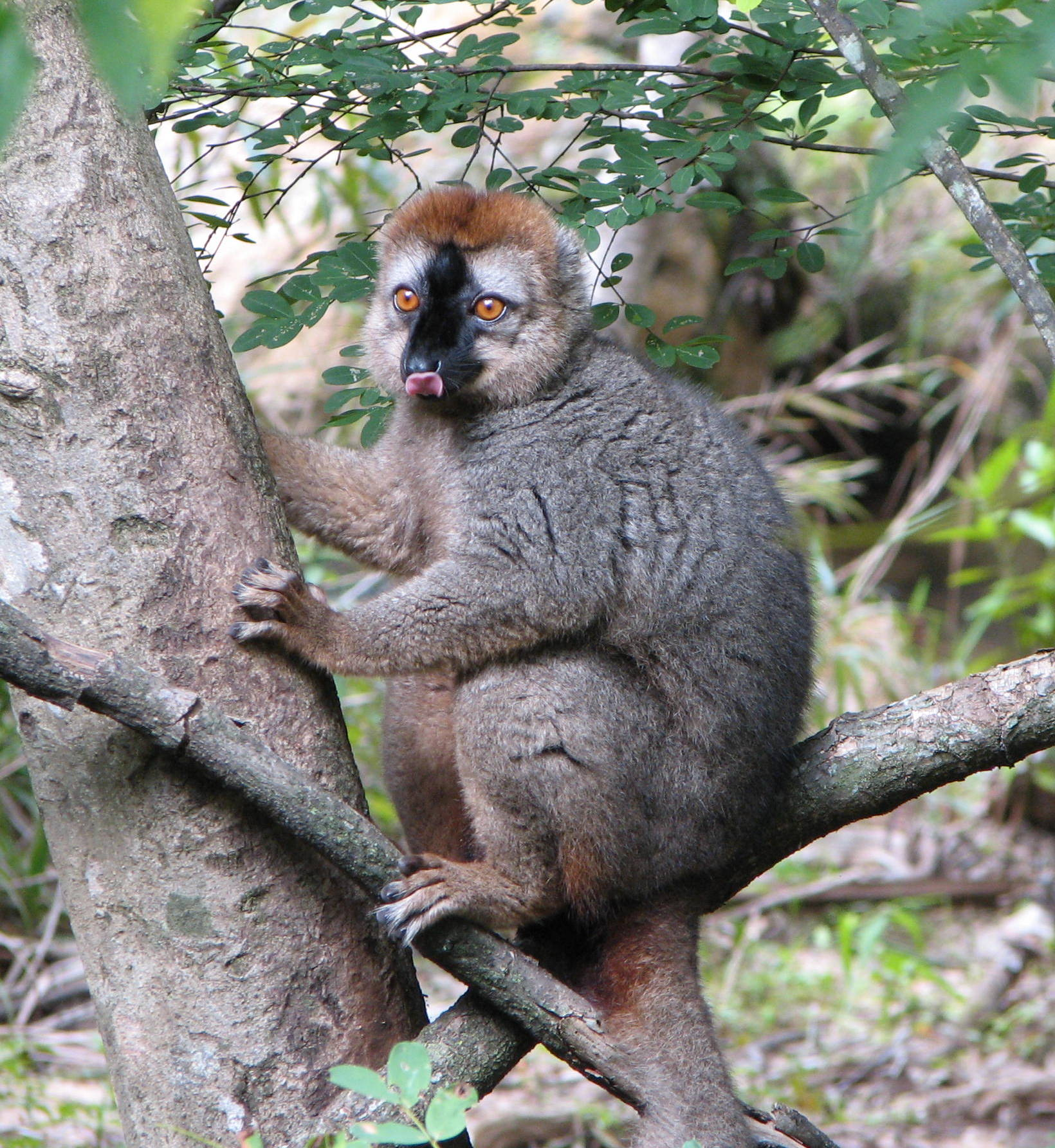
Eulemur rufus.

- Eulemur albifrons
- Eulemur cinereiceps
- Eulemur collaris
- Eulemur coronatus
- Eulemur flavifrons
- Eulemur fulvus
- Eulemur macaco
- Eulemur mongoz
- Eulemur sanfordi
- Eulemur rubriventer
- Eulemur rufifrons
- Eulemur rufus